# Mesquer
Mesquer (prononcé [mɛs.kɛ]) est une commune de l'Ouest de la France, située dans le département de la Loire-Atlantique, en région Pays de la Loire. Elle fait partie du pays de Guérande, un des pays traditionnels de Bretagne.

## Géographie

Situation de la commune de Mesquer dans le département de la Loire-Atlantique

Mesquer est située sur le littoral de l'Océan Atlantique, dans la presqu'île guérandaise, non loin de l'embouchure de la Vilaine. La baie ostréicole et mytilicole que forme le traict de Mesquer (Traict de Merquel, Traict du Rosay, Traict de Rostu, qui se prolonge par l'étier de Pont-d'Arm ou Pont-d'Armes) et qui borde le littoral nord de la commune constitue la limite septentrionale de la côte d'Amour.
Mesquer, en sus du bourg, sis dans les terres comme de nombreuses communes du bord de mer en Bretagne, comprend les hameaux ou lieux-dits de Fontaine Braz, Kerro, Kerroué, Quimiac, Keralmen, Kercabellec, Kerdandec, Kerguilloté, Rostu, et l'ile de Mainguen.
Mesquer est à 8 km au nord de Guérande et 25 km au nord-ouest de Saint-Nazaire
| Océan Atlantique | Océan Atlantique | Assérac    |
| Océan Atlantique | Mesquer          | Saint-Molf |
| Piriac-sur-Mer   | La Turballe      |            |

### Climat
Pour des articles plus généraux, voir Climat des Pays de la Loire et Climat de la Loire-Atlantique.
En 2010, le climat de la commune est de type climat océanique franc, selon une étude du CNRS s'appuyant sur une série de données couvrant la période 1971-2000. En 2020, Météo-France publie une typologie des climats de la France métropolitaine dans laquelle la commune est exposée à un climat océanique et est dans la région climatique  Bretagne orientale et méridionale, Pays nantais, Vendée, caractérisée par une faible pluviométrie en été et une bonne insolation. 
Pour la période 1971-2000, la température annuelle moyenne est de 12,2 °C, avec une amplitude thermique annuelle de 12,2 °C. Le cumul annuel moyen de précipitations est de 803 mm, avec 12,3 jours de précipitations en janvier et 6,1 jours en juillet. Pour la période 1991-2020, la température moyenne annuelle observée sur la station météorologique de Météo-France la plus proche, sur la commune de Herbignac à 12 km à vol d'oiseau, est de 12,6 °C et le cumul annuel moyen de précipitations est de 886,4 mm,. Pour l'avenir, les paramètres climatiques de la commune estimés pour 2050 selon différents scénarios d'émission de gaz à effet de serre sont consultables sur un site dédié publié par Météo-France en novembre 2022.

### Cadre géologique

Carte géologique simplifiée du Massif armoricain.

Au niveau régional, le territoire de Mesquer est situé dans le domaine sud armoricain, plus précisément le domaine de l'anticlinal de Cornouaille qui est un témoin de la tectonique tangentielle hercynienne. L'affleurement de la falaise entre Port-au-Loup et Lanséria témoigne de la mise en place de nappes lors de l'épaississement crustal  résultant de l'orogenèse varisque : elle « est entièrement constituée de micaschistes à muscovite, chlorite, quartz et albite, débités par un plan de schistosité subhorizontal portant une forte linéation (rods de quartz en particulier) ».

## Urbanisme

### Typologie
Au 1er janvier 2024, Mesquer est catégorisée commune rurale à habitat dispersé, selon la nouvelle grille communale de densité à sept niveaux définie par l'Insee en 2022.
Elle est située hors unité urbaine. Par ailleurs la commune fait partie de l'aire d'attraction de Saint-Nazaire, dont elle est une commune de la couronne,. Cette aire, qui regroupe 24 communes, est catégorisée dans les aires de 200 000 à moins de 700 000 habitants,.
La commune, bordée par l'océan Atlantique, est également une commune littorale au sens de la loi du 3 janvier 1986, dite loi littoral. Des dispositions spécifiques d’urbanisme s’y appliquent dès lors afin de préserver les espaces naturels, les sites, les paysages et l’équilibre écologique du littoral, tel le principe d'inconstructibilité, en dehors des espaces urbanisés, sur la bande littorale des 100 mètres, ou plus si le plan local d’urbanisme le prévoit.

### Occupation des sols
Le tableau ci-dessous présente l'occupation des sols de la commune en 2018, telle qu'elle ressort de la base de données européenne d’occupation biophysique des sols Corine Land Cover (CLC).
| Type d’occupation                                                                   | Pourcentage | Superficie (en hectares) |
| ----------------------------------------------------------------------------------- | ----------- | ------------------------ |
| Tissu urbain discontinu                                                             | 22,5 %      | 378                      |
| Équipements sportifs et de loisirs                                                  | 2,1 %       | 35                       |
| Terres arables hors périmètres d'irrigation                                         | 23,7 %      | 399                      |
| Prairies et autres surfaces toujours en herbe                                       | 1,4 %       | 23                       |
| Systèmes culturaux et parcellaires complexes                                        | 19,7 %      | 331                      |
| Surfaces essentiellement agricoles interrompues par des espaces naturels importants | 4,2 %       | 70                       |
| Forêts de feuillus                                                                  | 0,2 %       | 4                        |
| Forêts mélangées                                                                    | 8,1 %       | 137                      |
| Landes et broussailles                                                              | 1,3 %       | 22                       |
| Marais salants                                                                      | 16,6 %      | 280                      |
| Zones intertidales                                                                  | 0,2 %       | 4                        |
| Source : Corine Land Cover                                                          |             |                          |

## Toponymie

### Nom de la commune
Selon Gildas Buron, Mesquer procèderait d'un terme pré-indo-européen « maskaro » dont dérive le gascon mascaret (vague qui remonte l'estuaire d'un fleuve). Ce serait donc l'équivalent, sous une forme conditionnée par la phonétique bretonne, du toponyme Meschers-sur-Gironde. À l'appui de cette hypothèse, le ruisseau côtier qui traverse le Traict de Mesquer a pour nom L'Étier de la Barre, le mot « barre » désignant justement le mascaret dans certains parlers de l'Ouest de la France.
Le nom breton de la commune est « Mesker »[réf. souhaitée] ; la prononciation traditionnelle de Mesquer, laquelle ne s'entend plus guère de nos jours, est [mɛskjé].
En gallo, la langue d'oïl de la Haute-Bretagne, le nom de la commune est "Mesqhé" selon l'écriture ABCD ou « Mèsqé » selon l'écritutre MOGA. En gallo, le nom de la commune se prononce [mɛské].

### Toponymie secondaire de la commune
Celle-ci est essentiellement bretonne en raison du maintien très tardif du breton à Mesquer, à savoir jusqu'au milieu du XIXe siècle (cf. infra).
Se remarquent de nombreux toponymes en kêr (hameau, lieu habité et cultivé), dont le second élément est un nom de famille, notamment :
- Kerallemand (Village des Allementz 1596, Queralleman 1631, Kernallemand 1678, Kernallemant 1698) > nf Lallemant, en breton an Alamant (L'Allemand) ;
- Kercabellec (Kercabellec XVIe siècle), Carcabellec 1561, Querhabellec 1604) > nf Le Cabellec, b. ar C'habelleg (qui est huppé, coiffé) ;
- Kerdandec (Kerdandec 1651 et XVIIIe siècle) > nf Le Dandec, b. an Danteg (le dentu) ;
- Kergoulinet (Kercolinet 1511, Kergolinet 1586, Kergollinet 1644) > nf Colin + suffixe pluriel -ed, soit b. Ker Golined (le hameau des Colin) ;
- Kerlagadec (le lieu Johan Le Lagadec 1397, la meson Jehan Lagadec 1476, Kerlagadec XVIe siècle, Querlagadec 1698) > nf Le Lagadec, b. al Lagadeg (qui a de grands yeux) ;
- Kero (Kerrault 1511, Kerrault et Kerraud 1570, Kerrault 1572, Querrault, Querraoul et Querroul 1679 > nf Rault, Raoul, b. Roud, du germanique Hrodwulf ;
- Kerroué (Kerenrré 1415, Ker en Roe 1416, Ker en Roy 1444, 1476 et 1479, Ker en Roue 1540) > nf Le Roué, b. ar Roue (le roi) ;
- Kervarin (Quervoarin 1412, Kergoarin 1415, Quergoarin 1416, Kervoarin 1419, Kervarin 1540) > nf Goarin, forme bretonne de Guérin, du germanique Warin- (protecteur).

Se notent également des formations plus archaïques en trev (lieu habité, hameau), par exemple :
- Tréhouan (Tregourhant 1397 et 1415, Treorhant 1479 et 1540) > np Gourhand du vieux breton Uuorhuuant (désir suprême) ;
- Trévin (Treguen 1392 et 1397, Treven 1423, 1479 et 1540) > np ou adjectif Guen, moderne gwenn(blanc, pur, béni).

Signalons encore des toponymes descriptifs variés, parmi lesquels :
- Fontaine Bras (Foeten Prat 1540, Fontaine Prat 1561, 1586 et 1698, Fontaine Bras 1642) > *feunteun brad (fontaine du pré) ; le second élément est le mot prad (pré) muté après le substantif féminin feunteun et non l'adjectif bras (grand ou grande) ; le français fontaine s'est ici substitué à son équivalent breton ;
- Le Lanic (Lannic 1479, 1540 et 1572, Lannyc 1511) > al lannig (la petite lande) ;
- Penloc (Pen en Loch 1412, Penloc 1539, 1561 et 1586, Peneloc et Penloc 1572) > penn al loc'h (le bout de l'étang, du marais) ;
- Rostu (Rostu XVIe siècle et 1698, Rosdu 1597) > roz du (le tertre noir) ;
- Vélin  (Vellen 1576 et 1596, Vellain 1698) > forme mutée de milin (moulin), soit ar vilin (le moulin) ; se relève ici la forme vannetaise melin.

## Histoire

### Époque romaine
La possibilité d'exploiter le sel, denrée très recherchée, produit dans la saline du Rostu, explique l'occupation du site au moins dès l'époque romaine[réf. souhaitée].

### Moyen Âge
Comme en témoignent l'importance de micro-toponymie bretonne sur le territoire de la commune ainsi que les nombreux patronymes locaux, au cours du Moyen Âge, des Bretons s’installent dans le pays de Mesquer au cours du Moyen Âge.
L’évangélisation qui suit donne à Mesquer son premier lieu de culte : le prieuré de Merquel est fondé par les moines de Saint-Gildas-de-Rhuys au VIIe siècle. La chapelle du prieuré de Merquel fut dédiée à notre Dame et à Saint-Gildas.

### Époque moderne
Plusieurs manoirs et châteaux sont construits, ainsi que quelques maisons du bourg, dont témoignent encore l’ancienne cure et le presbytère. On a estimé la population mesquéraise à 700 âmes au début du XVe siècle.
Il ne reste rien à Mesquer  du château que les acquéreurs de Campzillon avaient édifié en 1566 sur les ruines de l’ancien. Le 20 octobre 1590, les troupes espagnoles venues soutenir le duc de Mercœur, fervent défenseur de la ligue, brûlèrent le château des seigneurs protestants. Mesquer ne garde aucun souvenir particulier des guerres de religion.
L’activité salicole s’est développée au fil des siècles pour atteindre son apogée au XIXe siècle. Le sel est embarqué au port de Kercabellec et exporté sur toute la façade atlantique de l’Europe. À cette époque, le commerce mesquérais se développe, et toute une société de cap-horniers, de paludiers et de douaniers se constitue.
L'importance de Mesquer est attestée par sa présence sur la carte de France de John Speed de 1626. Mesquer y figure ainsi que Le Croisic, alors même que Guérande n'y figure pas, ni Saint Nazaire, ni bien évidemment La Baule. L'atlas Major de Joan Blaeu (1665) mentionne aussi "Mesquier" sur la carte du "Duché de Bretaigne".

### Époque contemporaine
Mesquer est connue pour ses activités :
- ostréicoles avec la présence de nombreux parcs à huîtres et exploitations ostréicoles ;
- salicoles avec la remise en exploitation depuis une quarantaine d'années des salines. Le sel de Mesquer bénéficie de l'appellation « sel de Guérande » ;
- d'élevage de pigeons de chair ;
- touristiques et balnéaires, grâce à ses plages et activités nautiques.

Victime de la marée noire de 1999 à la suite du naufrage de l'Erika, la commune de Mesquer sous la houlette de la mairesse de l'époque, Marie-Jeanne Guillet , a porté plainte en justice contre Total, réclamant l'indemnisation des frais de nettoyage. Mesquer a été déboutée de ses demandes le 13 février 2002 par la cour d'appel de Rennes, qui affirmait qu'au sens de l'article L. 541-2 du code de l'environnement (qui transpose en droit français la directive européenne du 15 juillet 1975 relative aux déchets), Total ne devait pas être tenu pour propriétaire du déchet que constituait le fioul. Cette décision a cependant été partiellement cassée par la Cour de cassation en décembre 2008. À la suite de la saisie de la Cour de justice des Communautés européennes (CJCE) afin d'éclairer la notion de « déchet » dans les termes de l'article L. 541-2 du code de l'environnement, la Cour a en effet partiellement cassé la décision, affirmant que Total devait bien être tenu pour propriétaire du fioul déversé.

## Emblèmes

### Héraldique
| Blason de Mesquer | Blason  | De gueules fretté d'or. DeviseTerrae marique fidelis. (Feal d'an douar ha d'ar mor.) (À terre et mer fidèle.) |
| Blason de Mesquer | Détails | Ce blason est une inversion d'émaux, par les commis de Vannier, des armes de Y. Perraud, recteur de Mesquer, qui portait d'or fretté de gueules (Armorial de France – 1701). Blason enregistré le 19 juillet 1972 par délibération municipale du 2 novembre 1971. |
| Blason de Mesquer | Alias   | Blason avec ornements extérieurs et devise. |

### Devise
La devise de Mesquer : Terrae marique fidelis. (Feal d'an douar ha d'ar mor.) (À terre et mer fidèle.)

## Label
Depuis 1995, les marais salants de Guérande et de Mesquer (marais du Mès) portent le label Ramsar.

## Population et société

### Démographie
Selon le classement établi par l'Insee, Mesquer fait partie de l'aire urbaine, de la zone d'emploi et du bassin de vie de Saint-Nazaire. Elle n'est intégrée dans aucune unité urbaine. Toujours selon l'Insee, en 2010, la répartition de la population sur le territoire de la commune était considérée comme « peu dense » : 96 % des habitants résidaient dans des zones « peu denses »  et 4 % dans des zones « très peu denses ».

#### Évolution démographique
L'évolution du nombre d'habitants est connue à travers les recensements de la population effectués dans la commune depuis 1793. Pour les communes de moins de 10 000 habitants, une enquête de recensement portant sur toute la population est réalisée tous les cinq ans, les populations de référence des années intermédiaires étant quant à elles estimées par interpolation ou extrapolation. Pour la commune, le premier recensement exhaustif entrant dans le cadre du nouveau dispositif a été réalisé en 2005.

En 2022, la commune comptait 2 156 habitants, en évolution de +11,25 % par rapport à 2016 (Loire-Atlantique : +6,68 %, France hors Mayotte : +2,11 %).
| 1793  | 1800 | 1806  | 1821  | 1831  | 1836  | 1841  | 1846  | 1851  |
| ----- | ---- | ----- | ----- | ----- | ----- | ----- | ----- | ----- |
| 1 235 | 951  | 1 437 | 1 478 | 1 605 | 1 633 | 1 666 | 1 713 | 1 825 |

| 1856  | 1861  | 1866  | 1872  | 1876  | 1881  | 1886  | 1891  | 1896  |
| ----- | ----- | ----- | ----- | ----- | ----- | ----- | ----- | ----- |
| 1 804 | 1 873 | 1 920 | 1 814 | 1 704 | 1 585 | 1 600 | 1 513 | 1 430 |

| 1901  | 1906  | 1911  | 1921  | 1926  | 1931  | 1936 | 1946 | 1954  |
| ----- | ----- | ----- | ----- | ----- | ----- | ---- | ---- | ----- |
| 1 388 | 1 408 | 1 369 | 1 137 | 1 090 | 1 050 | 989  | 960  | 1 007 |

| 1962  | 1968  | 1975  | 1982  | 1990  | 1999  | 2005  | 2006  | 2010  |
| ----- | ----- | ----- | ----- | ----- | ----- | ----- | ----- | ----- |
| 1 034 | 1 019 | 1 015 | 1 201 | 1 372 | 1 473 | 1 631 | 1 658 | 1 727 |

| 2015  | 2020  | 2022  | - | - | - | - | - | - |
| ----- | ----- | ----- | - | - | - | - | - | - |
| 1 938 | 2 088 | 2 156 | - | - | - | - | - | - |

#### Pyramide des âges
La population de la commune est relativement âgée.
En 2018, le taux de personnes d'un âge inférieur à 30 ans s'élève à 19,6 %, soit en dessous de la moyenne départementale (37,3 %). À l'inverse, le taux de personnes d'âge supérieur à 60 ans est de 48,7 % la même année, alors qu'il est de 23,8 % au niveau départemental.
En 2018, la commune comptait 941 hommes pour 1 049 femmes, soit un taux de 52,71 % de femmes, légèrement supérieur au taux départemental (51,42 %).
Les pyramides des âges de la commune et du département s'établissent comme suit.
| Hommes | Classe d’âge | Femmes |
| ------ | ------------ | ------ |
| 0,9    | 90 ou +      | 1,7    |
| 12,7   | 75-89 ans    | 14,4   |
| 33,7   | 60-74 ans    | 33,8   |
| 18,4   | 45-59 ans    | 18,9   |
| 13,4   | 30-44 ans    | 12,9   |
| 8,3    | 15-29 ans    | 6,5    |
| 12,6   | 0-14 ans     | 11,8   |

| Hommes | Classe d’âge | Femmes |
| ------ | ------------ | ------ |
| 0,6    | 90 ou +      | 1,8    |
| 6      | 75-89 ans    | 8,6    |
| 15,1   | 60-74 ans    | 16,4   |
| 19,4   | 45-59 ans    | 18,8   |
| 20,1   | 30-44 ans    | 19,3   |
| 19,2   | 15-29 ans    | 17,4   |
| 19,5   | 0-14 ans     | 17,6   |

## Culture locale et patrimoine

### Langues
Mesquer fut l'une des dernières communes de la Loire-Atlantique à conserver l'usage de la langue bretonne, jusqu'au milieu du XIXe siècle d'après un témoignage recueilli par Paulin Benoist (Exposition sur la langue bretonne au pays de Guérande) auprès d'Ernest-Célestin Rio : c'est à Mesquer qu'on a cessé en dernier (de parler le breton). En 1327, l'un des traducteurs requis lors du procès en béatification de Saint Yves était Jacob recteur de Mesquer. Encore parlé jusqu'au milieu du XIXe siècle il fut supplanté par le français. Le parler local a d'ailleurs conservé des termes bretons, dont le verbe chouquë (s'asseoir) issu directement du breton local choukeñ (s'asseoir) dans la phrase collectée par Pierre Bertho en 1990 : Chouque-te don, et encore le mot « karrikell » (brouette).

### Lieux et monuments

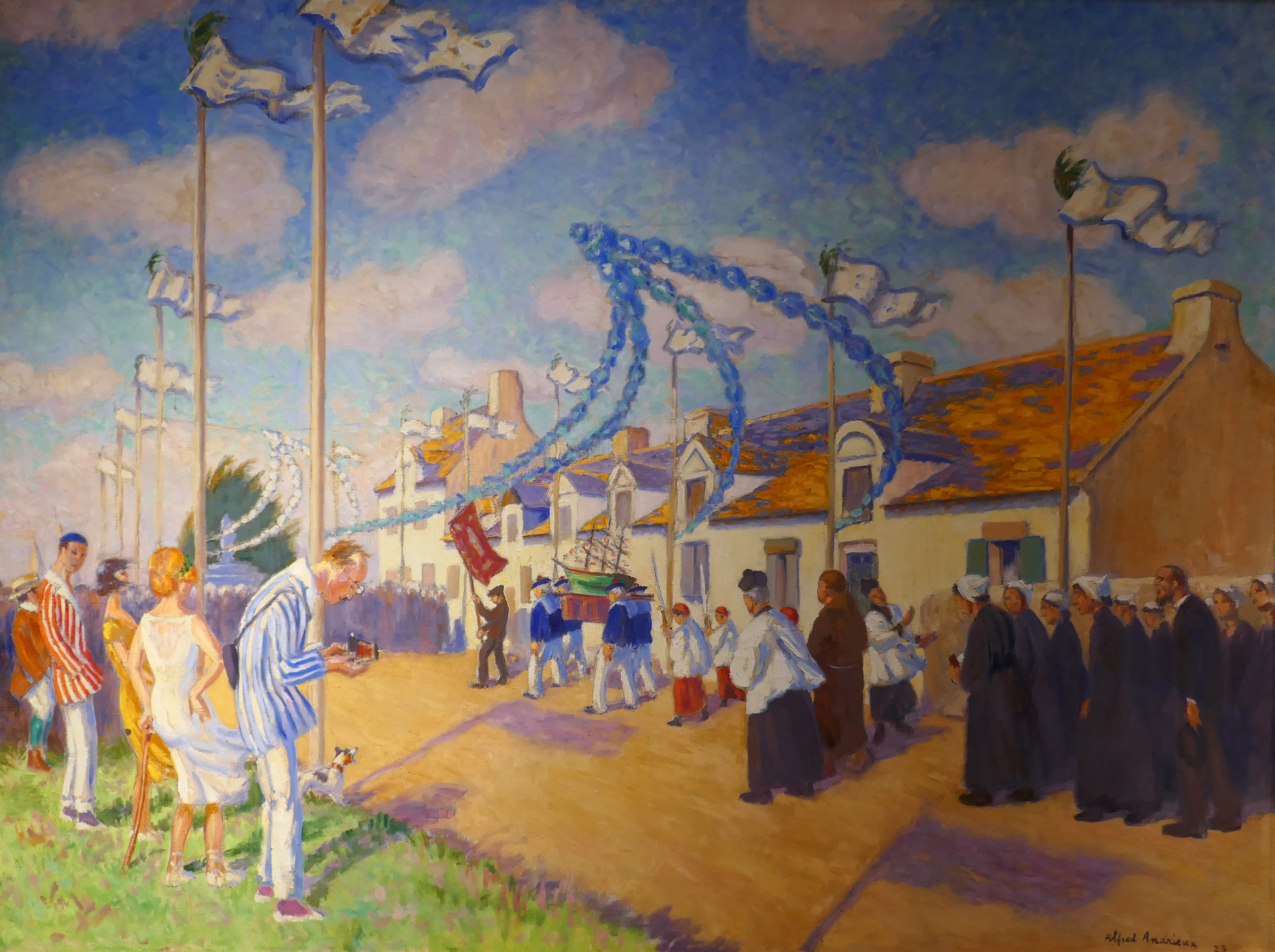
La Procession du 15 août à Mesquer (Alfred Andrieux)

- La station balnéaire de Quimiac
- La maison du Patrimoine
- Chapelle Notre-Dame de Merquel
- chapelle Saint-Louis de Quimiac
- La pointe de Sorlock
- Kercabellec
- Le traict du Mes
- Kerguilloté
- Les plages :
  - Lanseria
  - Beaulieu
  - Le Moulin
  - Le Toulru
  - La baie du cabonnais ou Lanneguy
  - Sorlock
- La bôle et le phare de Merquel

### Patrimoine naturel
Le milieu naturel de Mesquer-Quimiac est notamment marqué grâce au marais salant du Rostu, qui permet une extraction du sel qui n'a jamais cessé. Ce fut l'un des premiers marais exploités.
Concernant la faune, celle-ci est multiple, on peut retrouver dans les marais des oiseaux caractéristiques de paysage marécageux. De multiples crustacés vivent aussi dans ce marais, notamment dans le cours d'eau qui le traverse, comme des crevettes, des écrevisses, des petits crabes et même parfois des poissons d'eau salée.
Concernant la flore, on retrouve majoritairement un paysage de bruyère.
En avril 2019, Mesquer devient par décret  la 21e commune adhérente au Parc naturel régional de Brière.

### Personnalités liées à la commune
- Hélène Cadou, épouse de René Guy Cadou, est née à Mesquer en 1922 et morte à Nantes en 2014. L'école de la commune porte son nom.
- Yves Jan-Kerguistel, né le 29 octobre 1892 à Lorient (Morbihan) et mort le 18 mars 1971 à La Baule-Escoublac, officier de marine et ingénieur aéronautique chez Loire Aviation, a été maire de Mesquer entre 1943 et 1945.
- Jean Gréaume, principal promoteur de la station balnéaire de Quimiac.
- Marie-Jeanne Guillet, maire de Mesquer de 1995 à 2001. Elle a été la seule élue à prendre la décision, accompagnée par l'avocate et ancienne ministre de l'environnement Corinne Lepage, de se porter partie civile dans le procès contre Total, à la suite du naufrage du pétrolier Erika.